# Erylus aleuticus
Erylus aleuticus is een sponzensoort uit de familie Geodiidae in de klasse gewone sponzen (Demospongiae).
De wetenschappelijke naam van de soort werd in 2006 gepubliceerd door Lehnert, Stone & Heimler.